# Sainte-Marie-sur-Ouche
 Sainte-Marie-sur-Ouche  là một xã ở tỉnh Côte-d'Or trong vùng Bourgogne, phía đông nước Pháp. Khu vực này có độ cao trung bình 288 mét trên mực nước biển.